# Dorfkirche Schilbach

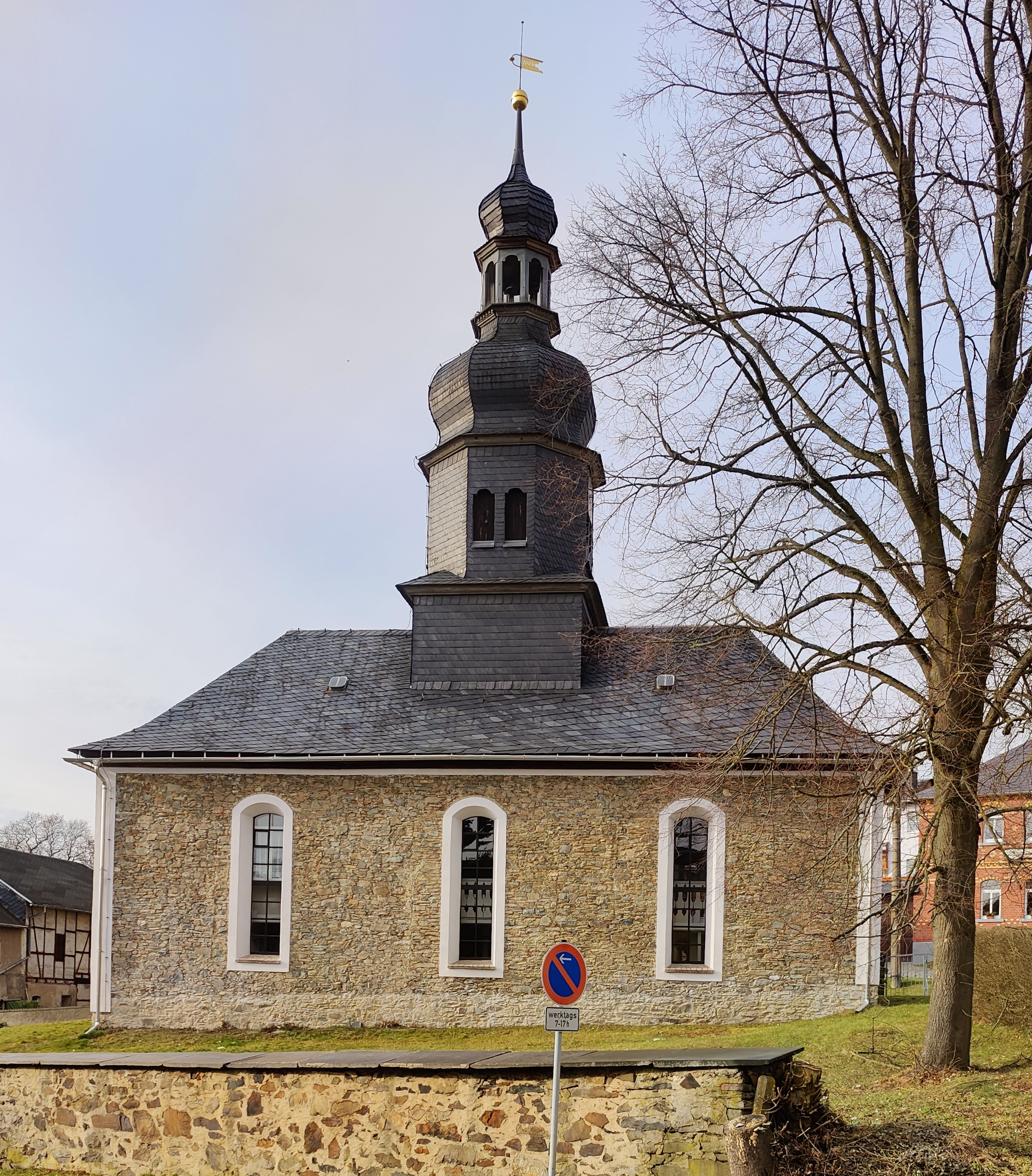
Dorfkirche Schilbach

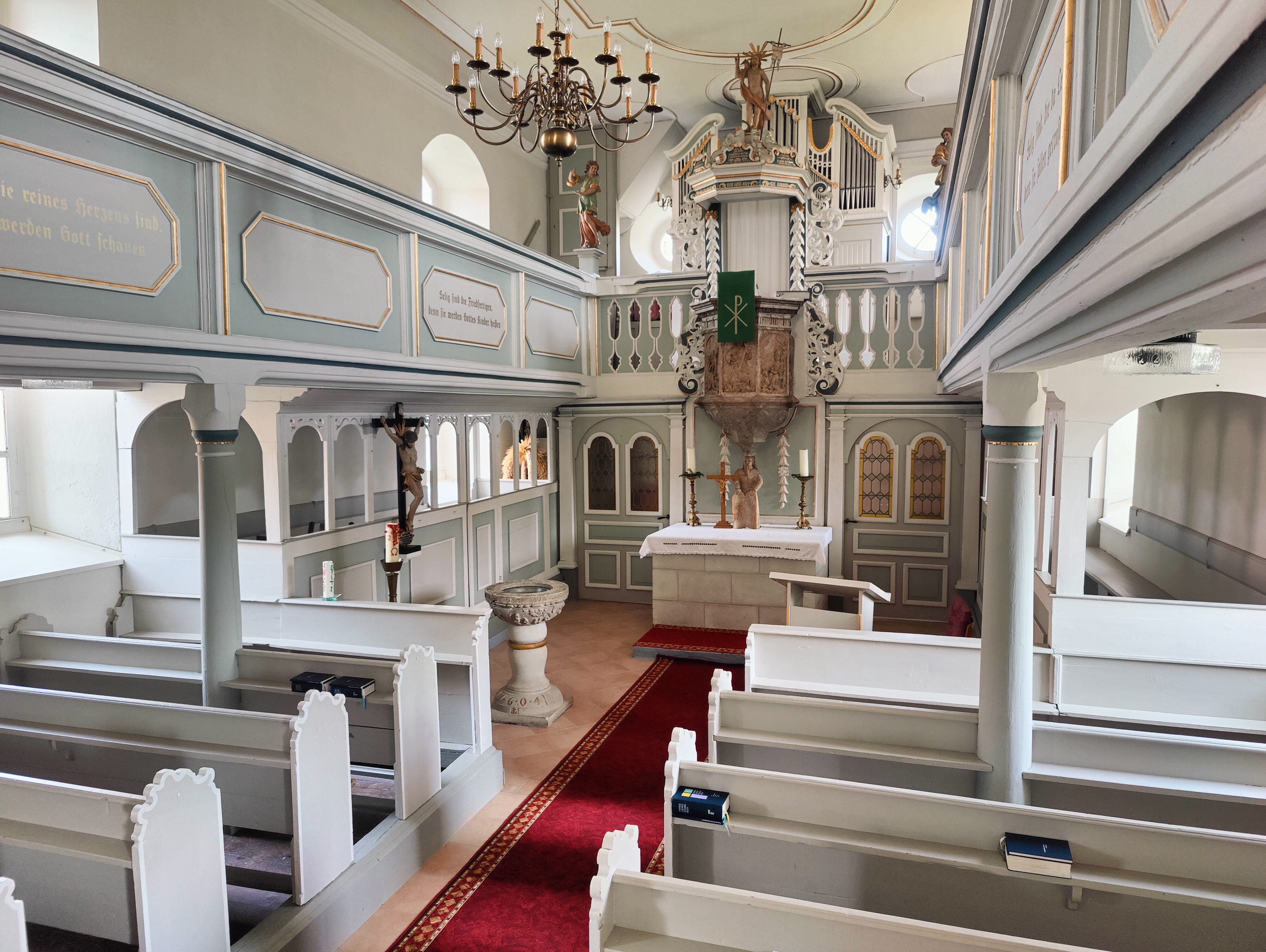
Innenraum (2023)

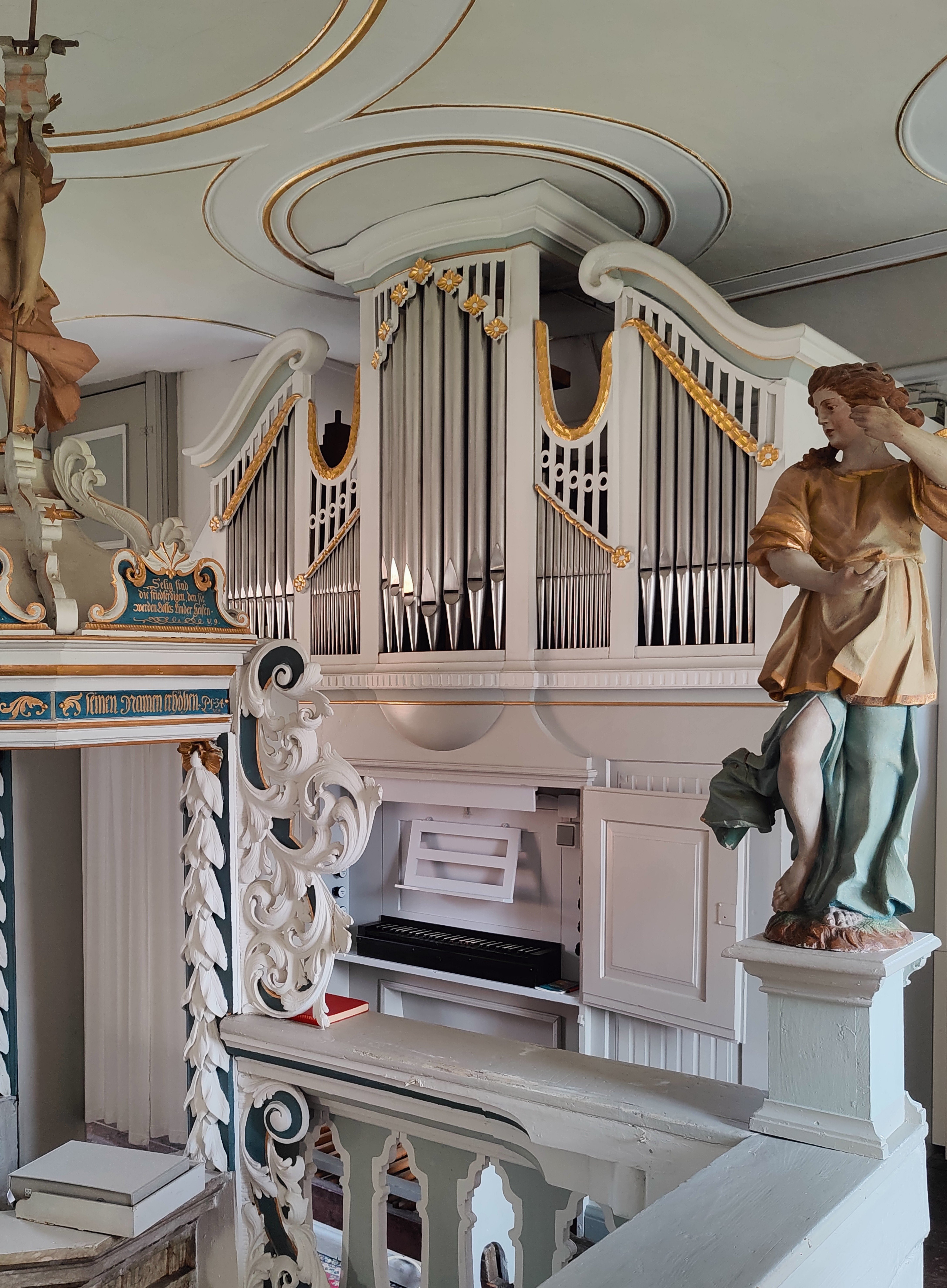
Orgel

Die evangelische Dorfkirche Schilbach steht im Ortsteil Schilbach der Landstadt Tanna im Saale-Orla-Kreis in Thüringen.

## Geschichte
1325 wird Schilbach mit einem dortigen Kloster erstmals erwähnt. 1534 wird die Kirchengemeinde Tanna zugewiesen. 1732 wurde die Kirche neu erbaut.

## Ausstattung
Die schiefermarmorne Kanzel wird von einer Mosesfigur mit Gesetzestafeln getragen, in Hebräisch sind die ersten drei Gebote verzeichnet. Vorne ist Christus mit Lamm und Siegesfahne zu sehen, seitlich stehen die vier Evangelisten. Der kelchförmige Taufstein, ebenfalls aus Schiefermarmor, datiert in das Jahr 1604. In den Fries des oberen Gesimses sind die Wappen derer von Kospoth sowie Engelsköpfe und die Taufe Jesu eingearbeitet. Im oberen Bereich ist die Taufformel in lateinischer Sprache zu lesen. Anhand von Signaturen ist ersichtlich, dass Kanzel und Taufe von demselben Künstler stammen. Darüber hängt ein Kruzifix von 1720. Erhalten hat sich ebenso eine Abendmahlskanne von 1735. Die ehemalige Patronatsloge ist heute ein Gemeinderaum. In der Sakristei befindet sich ein kospothsches Denkmal. Es zeigt den im Duell gefallenen Junker Alexander von Kospoth.
Zum Neubau der Kirche 1732 wurden Prinzipalien und Orgel dorthin umgesetzt.
Die Ausmalung und Restaurierung des Deckengemäldes mit der Himmelfahrt Christi erfolgten 1898 durch Baurat Schramm aus Dresden, der auch für Erneuerungsarbeiten in der Bergkirche Schleiz verantwortlich war.
Bei einer Renovierung Ende der 1950er Jahre wurde es übermalt, der Innenraum neu verputzt, der Boden gedielt, die Fenster erneuert und im vorderen Bereich eine Sakristei eingerichtet.

## Orgel
Eine erste Orgel wurde wenige Jahre vor dem Kirchenneubau 1732 gefertigt und mit dorthin umgesetzt. Georg Christian Salomon Heidenreich erbaute 1852 ein neues Werk, dessen Prospekt erhalten ist. Das heutige Instrument stammt von Hans-Dietrich Raatz aus den Jahren 1982–1984. Eine eventuelle Verwendung von Pfeifenmaterial der Heidenreich-Orgel ist unklar. Die 7 Register verteilen sich auf ein Manual und Pedal.